# Протести в Хабаровському краї (2020)
Протестні акції в Хабаровському краї проходять щодня з 11 липня 2020 року в Хабаровську, Комсомольську-на-Амурі, Ніколаєвську-на-Амурі, Совєтській Гавані та інших містах і селищах регіону, а так само в Новосибірську, Владивостоці та Омську в зв'язку з арештом 3-го губернатора Хабаровського краю Сергія Фургала.

## Передісторія
23 вересня 2018 року Сергій Фургал виграв вибори Губернатора Хабаровського краю, обійшовши у другому турі кандидата від партії «Єдина Росія» В'ячеслава Шпорта.
13 грудня 2018 року Путін указом позбавив Хабаровськ статусу столиці Далекосхідного федерального округу, який був перенесений до Владивостока.
2019 вибори в Законодавчі збори Хабаровського краю завершилися поразкою путінської партії «Єдина Росія».
9 липня 2020 року слідчим комітетом РФ було затримано чинного губернатора краю Сергія Фургала, того ж дня етаповано до Москви. Затримання було пов'язане з кримінальною справою 2005 року у підозрі щодо організації вбивств, зокрема про вбивство бізнесмена Євгена Зорі 2004 року, Олега Булатова 2005 року й замах на підприємця Олександра Смольського 24 липня 2004 року.
10 липня 2020 року Басманний суд Москви заарештував губернатора на два місяці, судове засідання проходило в закритому режимі.

## Хронологія

### 10 липня
Відбулися перші протести в Комсомольську-на-Амурі, на наступний день після арешту Фургала. Увечері, в Хабаровську автомобілісти і активні громадяни поширювали наклейки з гаслом «Я/Ми Сергій Фургал»

### 11 липня
За різними оцінками 11 липня тільки в Хабаровську на акції зібралося від 10 до 40 тисяч осіб. За даними місцевих ЗМІ, кількість присутніх в Хабаровську перевершило число учасників останніх акцій «Безсмертний полк», на які збиралося до 60 тис. осіб. За даними Транссибінфо, мітинги в Хабаровську і Комсомольську-на-Амурі зібрали близько 55 тис. осіб. За оцінками МВС, в акціях протесту взяли участь від 10 до 12 тис. осіб, за даними видання Коммерсант, лише в Хабаровську число присутніх могло скласти від 30 до 35 тис. осіб. У ЗМІ мітинг назвали найбільшим в історії Хабаровська.

### 12 липня

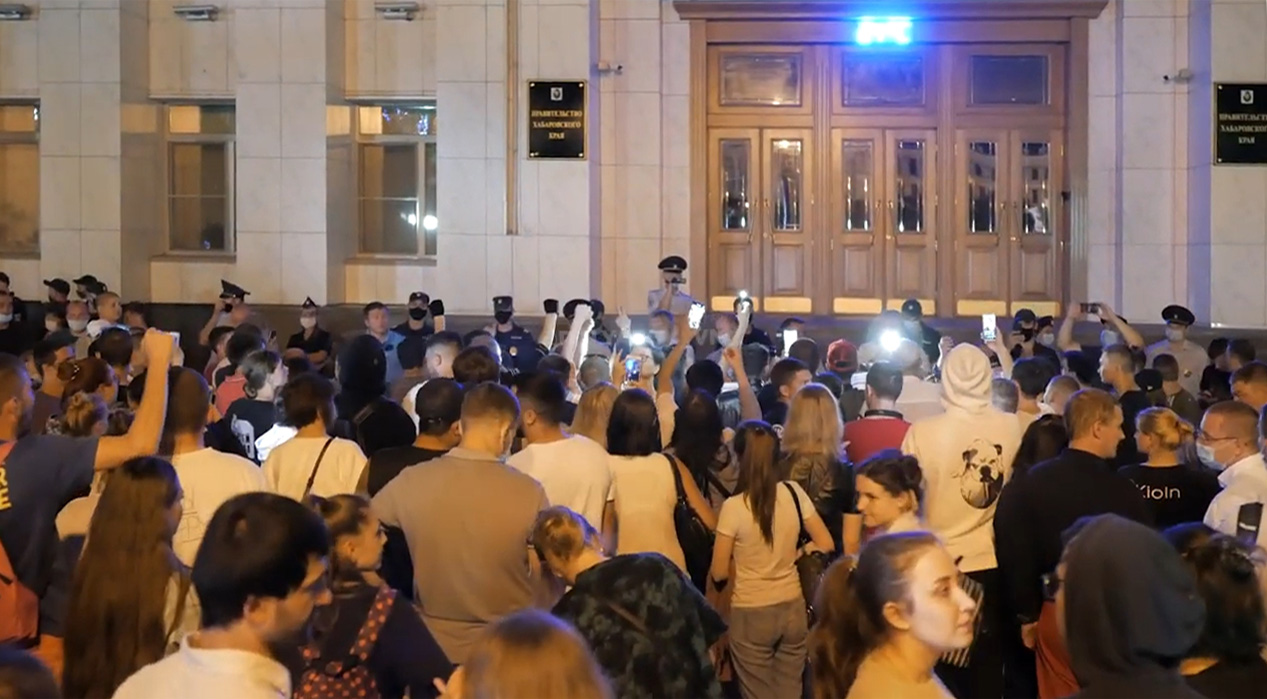
Протестувальники біля будівлі Уряду Хабаровського краю в Хабаровську увечері 12 липня

Число учасників неузгоджених акцій на підтримку губернатора Сергія Фургала склало 2 тис. осіб в Хабаровську і 300—500 осіб в Комсомольську-на-Амурі. Увечері, в центрі Хабаровська пройшла третя несанкціонована акція протесту на підтримку губернатора Фургала, в якій взяли участь до 3 тис. осіб.
Крім мітингів, стала популярна інтернет-акція «Я/Ми Сергій Фургал», активно розповсюджується в соціальних мережах хештеги #ямифургал і #свободуфургалу, пікети і різного роду автопробіги.
До Хабаровська прибув негласно заступник голови уряду РФ — повноважний представник президента РФ в ДФО Юрій Трутнєв, який оцінив організацію роботи керівництва регіону як погану, а з приводу протестів заявив, що «у людей є право висловлювати свою думку».

### 13 липня
Знову відбувся четвертий мітинг на площі перед крайовим урядом і хода, учасники мітингу перекрили дороги в центрі міста. За оцінкою місцевого штабу Навального, в акціях 13 липня в Хабаровську взяли участь близько тисячі осіб.

### 14 липня
П'ятий мітинг і хода по місту. З'явилася реакція мера міста Хабаровська Сергія Кравчука (Єдина Росія), який прокоментував мітинги наступними словами: 

«Такі мітинги в місті не потрібні. Вони протизаконні і згубно впливають на здоров'я всіх тих, хто бере в них участь. Один носій коронавірусу заражає шістьох-сімох в натовпі. Добре, якщо там не було хворих, але я в цьому не впевнений»

### 15 липня
П'ятий день протесту, шостий мітинг і хода по Хабаровську. Мітинги в Комсомольську-на-Амурі і інших містах тривають.
Поліція почала роздавати безкоштовні медичні маски протестувальникам для запобігання поширенню вірусу COVID-19. Мітингувальники після кожного протесту висловлюють подяку співробітникам правоохоронних органів, які не застосовують силу для придушення мирних маніфестацій.
Представник громадської спостережної комісії (ОНК) Єва Меркачева повідомила, що Сергій Фургал не знає про мітинги, що проходять в його підтримку в Хабаровському краї.

### 16 липня
Шостий день протестів і сьомий мітинг. Неподалік площі Леніна в Хабаровську на будівлі обласної лікарні був вивішений 10-ти метровий банер з текстом «Я/МИ просимо тиші». Так само неподалік від площі з'явилися банери із закликом не шуміти і розходитися по домівках після 23:00.

### 17 липня
Сьомий день протестів і восьмий мітинг з ходою. Також відбувся мітинг КПРФ.

### 18 липня
У Хабаровську на восьмий день протестів на акцію в підтримку губернатора Сергія Фургала прийшло від 50 до 80 тис. осіб. Також акції на підтримку Фургала пройшли в Комсомольську-на-Амурі і Владивостоці. Також про підтримку Фургала заявили в Ніколаєвську-на-Амурі, Амурську, Бікіні, Ваніно, Троїцькому..

### 19 липня
Несанкціоновані мітинги в підтримку губернатора Хабаровського краю Сергія Фургала почалися в Хабаровську, Комсомольську-на-Амурі і Владивостоці

### 20 липня
Десятий день протестів і одинадцятий мітинг. Путін відправив Фургала у відставку із формулюванням «через втрату довіри президента РФ». Виконувачем обов'язків голови Хабаровського краю був призначений Михайло Дегтярьов.
21 липня
Близько 12 години дня до Хабаровська прилетів член ЛДПР Михайло Дегтярьов, призначений напередодні ввечері Путіним тимчасовим в.о. губернатора Хабаровського краю. О 18:00 годині на площі Леніна перед будівлею уряду, до якого приїхав Дегтярьов, стали збиратися учасники мітингу громадяни Хабаровська, протестуючі проти цього призначення.. Протестуючі скандували «Дегтярьов, йди» і «Путіна у відставку». Призначений т.в.о. губернатора скасував свою першу прес-конференцію і не вийшов до присутніх на площі хабаровців..

### 22 липня
Вранці першого робочого дня перебування на посаді т.в.о. Михайло Дегтярьов зробив пішу прогулянку по Хабаровську до будинку уряду на площі Леніна, під час якої зняв ролик зі своєю оцінкою ситуації, в краї. У Хабаровську ввечері розпочався черговий стихійний мітинг біля будівлі уряду регіону. Протестуючі вийшли з плакатами на підтримку Сергія Фургала і проти призначення т.в.о. губернатора Хабаровського краю Михайла Дегтярьова. Нові гасла: «Міша, йди!», «Чемодан, квиток, Самара!».

### 23 липня
Масова хода колоною рушила по центру міста, підтримувана сигналами автомобілістів. Увечері 23 липня в Хабаровську троє людей в масках напали на журналіста, ведучого ютуб-каналу «Штаб Навального в Хабаровську» Дмитра Низовцева, який висвітлював акції протесту проти арешту колишнього губернатора Сергія Фургала.
Все сталося біля під'їзду. Коли я підходив до будинку, звернув увагу на людину, яка уважно мене розглядала, потім побачив другу біля під'їзду. Врешті вони на мене накинулися, повалили, підключився третій, били ногами. Всі троє били, в тому числі ногою по обличчю.
Згодом було порушено кримінальну справу за фактом побиття Дмитра Низовцева.

### 25 липня
П'ятнадцятий день протестів. О 12:00 біля будівлі крайового уряду на площі Леніна в центрі Хабаровська зібрався мітинг, учасники колоною рушили по вулиці Муравйова-Амурського до Комсомольської площі, несучи плакати і скандуючи гасла на підтримку Фургала. Після півторагодинної ходи, колона повернулася на площу Леніна, де продовжився мітинг, що завершився близько 16:00. На мітинг вийшли 15-50 тисяч осіб, мерія заявила про 6,5 тис.
Акція протесту продовжилася увечері, там були присутні місцеві депутати від ЛДПР, які переконували людей розійтися і не продовжувати протести. У Комсомольську-на-Амурі підтримати мітингувальників вийшов голова міста Олександр Жорник.
Крім Хабаровського краю, акції на підтримку Сергія Фургала пройшли у Владивостоці, Південно-Сахалінську, Іркутську, Читі, Красноярську, Новосибірську, Москві та інших містах.

### 10 серпня
Жителі Хабаровська у понеділок вийшли на черговий, неузгоджений із владою мітинг в підтримку колишнього голови краю Сергія Фургала. Після чого пройшли ходою по вулицям Хабаровська, і знову зібралися біля будинку крайового уряду. Також на акції були лозунги підтримки мітингарів у Білорусі.

### Вересень

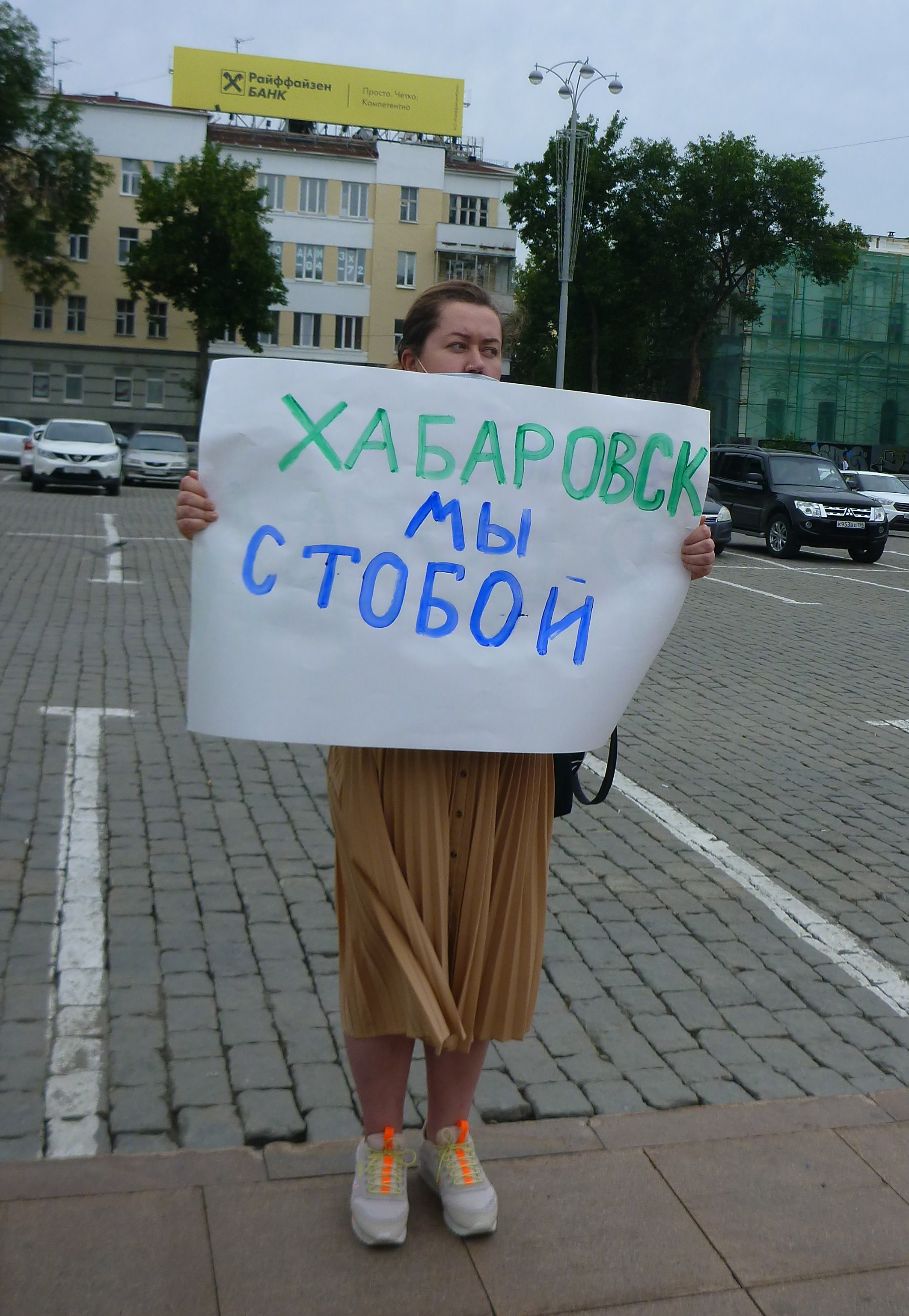
Одинока пікетниця в Єкатеринбурзі із плакатом солідарності із хабаровським протестом, 1 серпня 2020 року

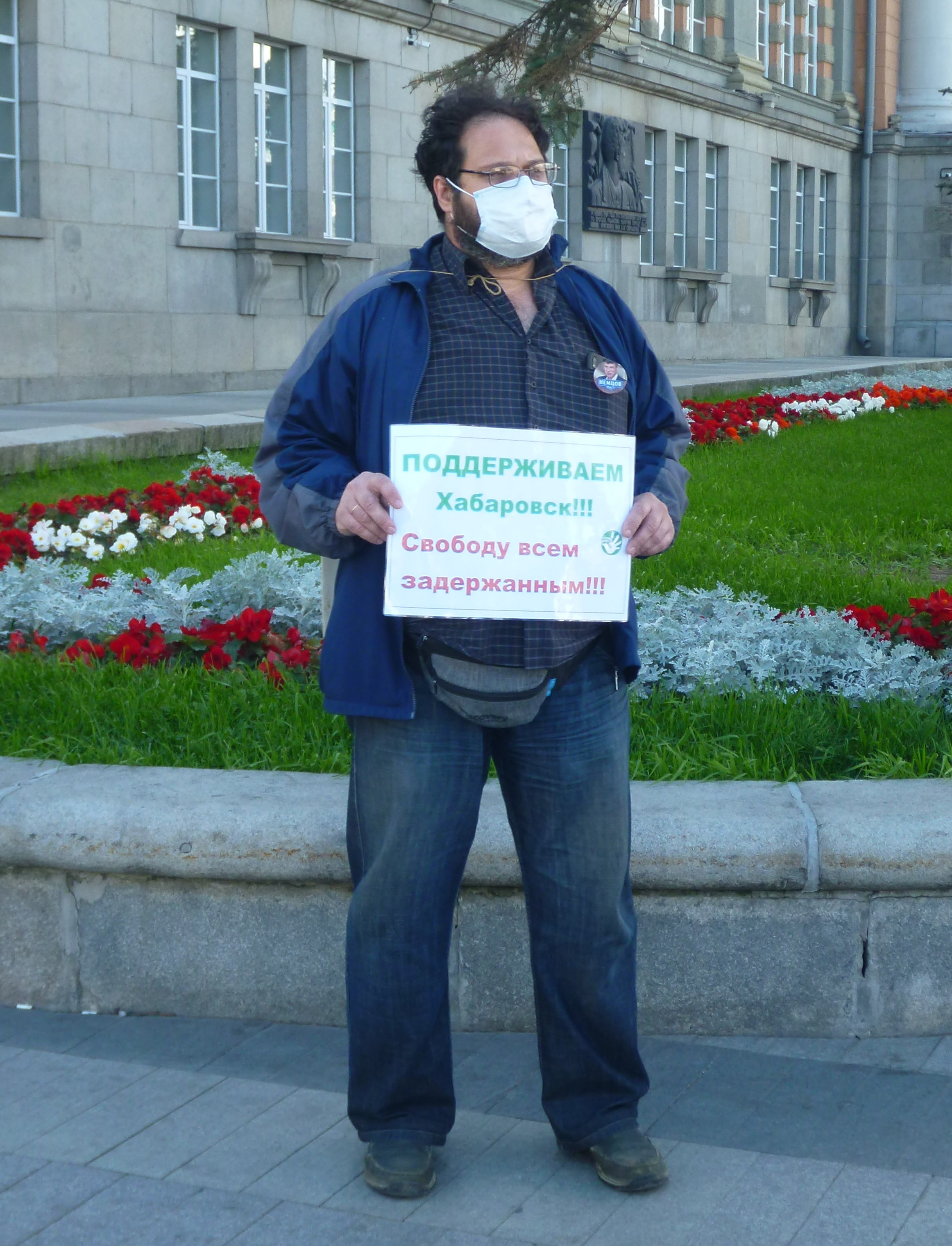
Одиночний пікет в Єкатеринбурзі на підтримку затриманих в Хабаровську, 6 вересня 2020 року

4 вересня в Хабаровському краї повністю зняли карантин, після чого в мерію було подано повідомлення про проведення акції 12 вересня. Адміністрація відмовила, вказавши, що площа перед мерією вже зарезервована під інший захід.
5 вересня в Хабаровську пройшов дев'ятий підряд суботній мітинг на підтримку Сергія Фургала. В мерії міста повідомили, що на мітинг прийшло менше тисячі осіб. Місцевий ресурс DVhab, посилаючись на очевидців, повідомив про 5 000 учасників.
BBC повідомляє, що протести пішли на спад.

### Жовтень
3 жовтня хабаровці вийшли до будівлі регіонального уряд з повітряними кулями (багато хто при цьому тримали в руках червоно-білі повітряні кулі
), плакатами, на акції був третій за рахунком фургаломобіль. Протестувальники скандували лозунги: “Мы идем по лужам, Путин нам не нужен” і "И в жару и под дождем за Фургала мы идем!", "Свободу!", “Я, мы, он, она - за Фургала вся страна”.
10 жовтня вперше з початку протестів ОМОН жорстко, із побиттями, затримав кількох активістів. Цьому передувала спроба встановити палатки на площі перед будинком уряду регіону. За різними даними затримали від 25 до 40 осіб. Два учасники потрапили до лікарні. Але до вечора більшість була відпущена. Всього на мітинг вийшли від 500 до 1000 осіб. На наступний день акції протесту продовжилися, затримань не було. До звичних лозунгів «Дегтярев, уходи» та «Нет надежнее Фургала от Камчатки до Урала» додався новий — «ОМОНу позор».